# ドムドムフードサービス
株式会社ドムドムフードサービスは、ドムドムハンバーガーなどの外食チェーンを運営する日本の企業。

## 概要
ドムドムハンバーガーは、創業より株式会社ダイエー子会社の株式会社オレンジフードコートが運営し、全盛期である1997年には355店舗を運営していた。
しかし、2000年代に入ってダイエーの不振により売上減少と閉店が相次ぎ、赤字が累積、2017年6月現在のドムドムハンバーガーの店舗は47店舗までに減少していた。
オレンジフードコートの親会社であるダイエーは2017年3月28日に、株式会社レンブラントホールディングスとの間で、ドムドムハンバーガー事業を、レンブラントホールディングスへ譲渡する契約を締結。レンブラントホールディングスは同年4月27日に、事業を譲受する子会社として、株式会社ドムドムフードサービスを、株式会社レンブラント・インベストメントの100%子会社として設立した。
ドムドムフードサービスは2017年7月1日付で、オレンジフードコートが運営していたドムドムハンバーガー47店舗、ディーンズバーガー3店舗の計50店、ドムドムハンバーガーのフランチャイザーの地位や商標権などをオレンジフードコートから譲受した。譲受後もドムドムハンバーガーブランドは維持される。ドムドムフードサービスは、同年9月30日にロゴマークを変更した他、ラッキィ池田をオリジナルソングやオリジナルダンスなどの総合演出プロデューサーとして招聘した。
ドムドムフードサービスは、ドムドムハンバーガーの原価率や人件費の改善を図った。そのほかにも、スーパーバイザーを兼任していた藤﨑忍社長自ら従業員とコミュニケーションを取ったり、コートメニューの見直しを実施する、田村ゆかりなどとコラボレーションを実施するなどの経営施策を実施した。これらの経営施策の結果、ドムドムハンバーガー事業は2020年度から黒字に転換した。

## 沿革
- 2017年
  - 3月28日 - ダイエーとレンブラントホールディングスとの間で、ドムドムハンバーガー事業をレンブラントホールディングスへ譲渡する契約を締結。
  - 4月27日 - ドムドムハンバーガー事業を譲受する新会社として、株式会社ドムドムフードサービスを設立。
  - 6月23日 - レンブラントホールディングスが、新生銀行（現:SBI新生銀行）の子会社である新生企業投資（現:SBI新生企業投資）に対し、第三者割当増資を実施[8]。
  - 7月1日 - オレンジフードコートから、47店舗並びにドムドムハンバーガーの商標権などを譲受。関西オフィス開設[9]。
  - 9月19日 - 資本金を3億円から5000万円へ減資[10]。
  - 9月30日 - ロゴマークを変更[4]。
- 2018年
  - 8月、藤﨑忍が社長に就任[11]。

## 手掛けている事業
ドムドムハンバーガー（DOMDOM）
日本初のハンバーガーチェーン。
ディーンズバーガー（DEAN'S BURGER）
オレンジフードコート運営時代の2015年から展開を開始したハンバーガーショップの新業態で、「健康志向の高い女性」がターゲットとなっている。